# Канада на Светском првенству у атлетици на отвореном 2017.
Канада је учествовала на Светском првенству у атлетици на отвореном 2017. одржаном у Лондону од 4. до 13. августа шеснаести пут, односно учествовала је на свим првенствима до данас. Репрезентацију Канаде представљала су 45 такмичара (21 мушкарца и 24 жене) који су се такмичили у 31 дисциплини (14 мушких и 17 женских).,
На овом првенству такмичари Канаде нису освојили ниједну медаљу. У табели успешности према броју и пласману такмичара који су учествовали у финалним такмичењима (првих 8 такмичара) Канада је са 12 учесника у финалу заузела 14. место са 30 бодова.
| Плас. | Земља  | 1. место | 2. место | 3. место | 4. место | 5. место | 6. место | 7. место | 8. место | Бр. финал. | Бод. |
| ----- | ------ | -------- | -------- | -------- | -------- | -------- | -------- | -------- | -------- | ---------- | ---- |
| 14.   | Канада | 0        | 0        | 0        | 0        | 2        | 5        | 2        | 3        | 12         | 30   |

## Учесници
| Мушкарци: - Андре де Грас — 100 м - Гејвин Смели — 100 м, 4х100 м - Брендон Родни — 100 м, 200 м, 4х100 м - Арон Браун — 200 м, 4х100 м - Моболаде Аџомале — 4х100 м - Брендон Макбрид — 800 м - Мохамед Ахмед — 5.000 м, 10.000 м - Џастин Најт — 5.000 м - Томас Тот — Маратон - Ерик Жилис — Маратон - Џонатан Кабрал — 110 м препоне - Метју Хјуз — 3.000 м препреке - Бенџамин Торн — 20 км ходање - Еван Данфе — 50 км ходање - Матје Билодо — 50 км ходање - Мајкл Мејсон — Скок увис - Шонаси Барбер — Скок мотком - Тим Недов — Бацање кугле - Демијан Ворнер — Десетобој | Жене: - Кристал Емануел — 100 м, 200 м - Леја Бучанан — 100 м, 200 м - Eјана Стиверне — 400 м, 4х400 м - Карлин Муир — 400 м, 4х400 м - Травиа Џонс — 400 м, 4х400 м - Наташа Макдоналд — 4х400 м - Мелиса Бишоп — 800 м - Линдси Батерворт — 800 м - Ени ЛеБланк — 800 м - Габријела Стафорд — 1.500 м - Никол Сифуентес — 1.500 м - Шила Рид — 1.500 м - Andrea Seccafien — 5.000 м - Џесика О'Конел — 5.000 м - Наташа Водак — 10.000 м - Рејчел Клиф — 10.000 м - Тара Корир — Маратон - Дајна Пидорески — Маратон - Филиција Џорџ — 100 м препоне - Анђела Вајт — 100 м препоне - Саге Вотсон — 400 м препоне - Ноел Монткалм — 400 м препоне - Женевјев Лалонд — 3.000 м препреке - Алисија Батерворт — 3.000 м препреке - Мари Бернар — 3.000 м препреке - Alyxandria Treasure — Скок увис - Алиша Њумен — Скок мотком - Аничка Њуел — Скок мотком - Келси Ахбе — Скок мотком - Кристабел Нети — Скок удаљ - Британи Кру — Бацање кугле - Тарин Сути — Бацање кугле - Жилијан Вир — Бацање кладива - Елизабет Гледл — Бацање копља |  |

## Резултати

### Мушкарци
| Атлетичар       | Дисциплина       | Лични рекорд | Предтакмичење     | Предтакмичење     | Квалификације                            | Квалификације   | Полуфинале                               | Полуфинале            | Финале                                   | Финале               | Детаљи                                       |
| Атлетичар       | Дисциплина       | Лични рекорд | Резултат          | Место             | Резултат                                 | Место           | Резултат                                 | Место                 | Резултат                                 | Место                | Детаљи                                       |
| --------------- | ---------------- | ------------ | ----------------- | ----------------- | ---------------------------------------- | --------------- | ---------------------------------------- | --------------------- | ---------------------------------------- | -------------------- | -------------------------------------------- |
| Андре де Грас   | 100 м            | 9,91         | слободни          | слободни          | Није стартовао                           | Није стартовао  | Није се квалификовао                     | Није се квалификовао  | Није се квалификовао                     | Није се квалификовао | Архивирано на веб-сајту (10. септембар 2018) |
| Гејвин Смели    | 100 м            | 10,09        | слободни          | слободни          | 10,29                                    | 5. у гр. 5      | Нису се квалификовали                    | Нису се квалификовали | Нису се квалификовали                    | 30 / 44 (62)         | Архивирано на веб-сајту (10. септембар 2018) |
| Брендон Родни   | 100 м            | 10,18        | 10,37 КВ          | 2. у гр. 1        | 10,36                                    | 6. у гр. 6      | Нису се квалификовали                    | Нису се квалификовали | Нису се квалификовали                    | 36 / 44 (62)         | Архивирано на веб-сајту (10. септембар 2018) |
| Арон Браун      | 200 м            | 20,00        |                   |                   | дисквалификован                          | дисквалификован | Није се квалификовао                     | Није се квалификовао  | Није се квалификовао                     | Није се квалификовао | Архивирано на веб-сајту (21. октобар 2018)   |
| Брендон Макбрид | 800 м            | 1:43,95      | 1:45,69 КВ        | 1. у гр. 3        | 1.44,48 КВ                               | 1. у гр. 2      | 1:47,09                                  | 8 / 44 (49)           | Архивирано на веб-сајту (20. април 2018) |                      |                                              |
| Џастин Најт     | 5.000 м          | 13:17,51     | 13:30,27 КВ       | 4. у гр. 1        |                                          |                 | 13:39,15                                 | 9 / 39 (42)           | Архивирано на веб-сајту (8. април 2018)  |                      |                                              |
| Мохамед Ахмед   | 5.000 м          | 13:01,84     | 13:22,97 кв       | 6. у гр. 2        | 13:35,43                                 | 6 / 39 (42)     |                                          |                       | Архивирано на веб-сајту (8. април 2018)  |                      |                                              |
| Мохамед Ахмед   | 10.000 м         | 27:30,00     |                   |                   |                                          |                 |                                          |                       | 27:02,35 НР, ЛР                          | 8 / 22 (24)          | Архивирано на веб-сајту (8. април 2018)      |
| Томас Тот       | Маратон          | 2:18:58      | 2:23:47           | 54 / 71 (100)     |                                          |                 |                                          |                       |                                          |                      |                                              |
| Ерик Жилис      | Маратон          | 2:11:21      | Није завршио трку | Није завршио трку |                                          |                 |                                          |                       |                                          |                      |                                              |
| Џонатан Кабрал  | 110 м препоне    | 13,35        |                   |                   | 13,53 (.530) КВ                          | 3. у гр. 5      | 14,98                                    | 7. у гр. 3            | Није се квалификовао                     | 22 / 39 (41)         | Архивирано на веб-сајту (19. април 2018)     |
| Метју Хјуз      | 3.000 м препреке | 8:11,64 НР   | 8:24,79 КВ, ЛРС   | 3. у гр. 3        |                                          |                 | 8:21,84 ЛРС                              | 6 / 44 (45)           | Архивирано на веб-сајту (8. април 2018)  |                      |                                              |
| Бенџамин Торн   | 20 км ходање     | 1:19:55      |                   |                   |                                          |                 |                                          |                       | 1:26:56                                  | 51 / 58 (64)         | Архивирано на веб-сајту (13. април 2018)     |
| Еван Данфе      | 50 км ходање     | 3:41:38 НР   | 3:47:36           | 15 / 33 (49)      | Архивирано на веб-сајту (12. април 2018) |                 |                                          |                       |                                          |                      |                                              |
| Матје Билодо    | 50 км ходање     | 3:53:56      | 3:56:54 ЛРС       | 25 / 33 (49)      | Архивирано на веб-сајту (12. април 2018) |                 |                                          |                       |                                          |                      |                                              |
| Мајкл Мејсон    | Скок увис        | 2,33         |                   |                   | 2,26                                     | 7. у гр. Б      |                                          |                       | Није се квалификовао                     | 18 / 26 (27)         |                                              |
| Шонаси Барбер   | Скок мотком      | 6,01д НР     | 5,70 КВ           | 2. у гр. Б        | 5,65                                     | 8 / 26 (30)     |                                          |                       |                                          |                      |                                              |
| Тим Недов       | Бацање кугле     | 21,33        | 19,63             | 9. у гр. Б        | Није се квалификовао                     | 16 / 32         | Архивирано на веб-сајту (15. април 2018) |                       |                                          |                      |                                              |

#### Десетобој
| Дисциплина    | Демијан Ворнер Архивирано на веб-сајту (19. април 2018) | Демијан Ворнер Архивирано на веб-сајту (19. април 2018) | Демијан Ворнер Архивирано на веб-сајту (19. април 2018) | Демијан Ворнер Архивирано на веб-сајту (19. април 2018) | Демијан Ворнер Архивирано на веб-сајту (19. април 2018) | Демијан Ворнер Архивирано на веб-сајту (19. април 2018) |
| Дисциплина    | Лич. рек.                                               | Резултат                                                | Бод.                                                    | Плас.                                                   | Укупно                                                  | Плас.                                                   |
| ------------- | ------------------------------------------------------- | ------------------------------------------------------- | ------------------------------------------------------- | ------------------------------------------------------- | ------------------------------------------------------- | ------------------------------------------------------- |
| 100 м         | 10,15                                                   | 10,50                                                   | 975                                                     | 1.                                                      | 975                                                     | 1.                                                      |
| Скок удаљ     | 8,04                                                    | 7,44                                                    | 920                                                     | 12.                                                     | 1.895                                                   | 2.                                                      |
| Бацање кугле  | 14,44                                                   | 13,45                                                   | 695                                                     | 24.                                                     | 2.590                                                   | 6.                                                      |
| Скок увис     | 2,09                                                    | 2,02                                                    | 822                                                     | 13.                                                     | 3.412                                                   | 6.                                                      |
| 400 м         | 46,54                                                   | 47,47                                                   | 935                                                     | 2.                                                      | 4.347                                                   | 2.                                                      |
| 110 м препоне | 13,27                                                   | 13,63                                                   | 1.023                                                   | 1.                                                      | 5.370                                                   | 3.                                                      |
| Бацање диска  | 50,26                                                   | 40,67                                                   | 678                                                     | 20.                                                     | 6.048                                                   | 5.                                                      |
| Скок мотком   | 4,90                                                    | 4,70 ЛРС                                                | 819                                                     | 13.                                                     | 6.867                                                   | 5.                                                      |
| Бацање копља  | 64,67                                                   | 56,63                                                   | 687                                                     | 15.                                                     | 7.554                                                   | 5.                                                      |
| 1500 м        | 4:24,73                                                 | 4:28,39 ЛРС                                             | 755                                                     | 4.                                                      | 8.309                                                   | 5.                                                      |
| Десетобој     | 8.695 НР                                                |                                                         |                                                         |                                                         | 8.309                                                   | 5 / 20 (35)                                             |

### Жене
| Атлетичарка                                             | Дисциплина       | Лични рекорд | Квалификације       | Квалификације | Полуфинале            | Полуфинале            | Финале                                   | Финале       | Детаљи                                   |
| Атлетичарка                                             | Дисциплина       | Лични рекорд | Резултат            | Место         | Резултат              | Место                 | Резултат                                 | Место        | Детаљи                                   |
| ------------------------------------------------------- | ---------------- | ------------ | ------------------- | ------------- | --------------------- | --------------------- | ---------------------------------------- | ------------ | ---------------------------------------- |
| Леја Бучанан                                            | 100 м            | 11,32        | 11,84               | 5. у гр. 5    | Није се квалификовала | Није се квалификовала | Није се квалификовала                    | 36 / 46 (47) | Архивирано на веб-сајту (26. април 2018) |
| Кристал Емануел                                         | 100 м            | 11,20        | 11,14 (.137) КВ, ЛР | 2. у гр. 2    | 11,14 ЛР              | 4. у гр. 2            | Није се квалификовала                    | 11 / 46 (47) |                                          |
| Кристал Емануел                                         | 200 м            | 22,50        | 22,87 КВ            | 2. у гр. 5    | 22,85 (.848) кв       | 3. у гр. 2            | 22,60                                    | 7 / 46 (49)  | Архивирано на веб-сајту (3. август 2018) |
| Eјана Стиверне                                          | 400 м            | 52,00        | 52,55 (.541)        | 6. у гр. 2    | Нису се квалификовале | Нису се квалификовале | Нису се квалификовале                    | 31 / 48 (49) |                                          |
| Карлин Муир                                             | 400 м            | 51,05        | 52,70 (.691)        | 7. у гр. 5    | Нису се квалификовале | Нису се квалификовале | Нису се квалификовале                    | 34 / 48 (49) |                                          |
| Травиа Џонс                                             | 400 м            | 51,63        | 54,02               | 8. у гр. 1    | Нису се квалификовале | Нису се квалификовале | Нису се квалификовале                    | 45 / 48 (49) |                                          |
| Мелиса Бишоп                                            | 800 м            | 1:57,01 НР   | 2:01,11 КВ          | 2. у гр. 2    | 1:59,56 КВ            | 2. у гр. 1            | 1:57,68                                  | 5 / 45 (47)  | Архивирано на веб-сајту (11. јун 2018)   |
| Линдси Батерворт                                        | 800 м            | 2:02,13      | 2:03,19             | 8. у гр. 4    | Нису се квалификовале | Нису се квалификовале | Нису се квалификовале                    | 36 / 45 (47) |                                          |
| Ени ЛеБланк                                             | 800 м            | 2:01,56      | 2:04,06             | 6. у гр. 5    | Нису се квалификовале | Нису се квалификовале | Нису се квалификовале                    | 40 / 45 (47) |                                          |
| Габријела Стафорд                                       | 1.500 м          | 4:04,87      | 4:04,55 кв, ЛР      | 7. у гр. 3    | 4:08,51               | 12. у гр. 2           | Нису се квалификовале                    | 22 / 43 (44) |                                          |
| Никол Сифуентес                                         | 1.500 м          | 4:03,97      | 4:05,24 кв, ЛРС     | 8. у гр. 1    | 4:07,92               | 8. у гр. 1            | Нису се квалификовале                    | 20 / 43 (44) |                                          |
| Шила Рид                                                | 1.500 м          | 4:02,96      | 4:13,12             | 8. у гр. 1    | Није се квалификовала | Није се квалификовала | Није се квалификовала                    | 38 / 43 (44) | Архивирано на веб-сајту (20. април 2018) |
| Andrea Seccafien                                        | 5.000 м          | 15:08,59     | 15:19,39            | 13. у гр. 1   |                       |                       | Нису се квалификовале                    | 19 / 32 (34) | Архивирано на веб-сајту (29. јул 2018)   |
| Џесика О'Конел                                          | 5.000 м          | 15:06,44     | 15:23,16            | 12. у гр. 2   | 25 / 32 (34)          |                       | Нису се квалификовале                    |              | Архивирано на веб-сајту (29. јул 2018)   |
| Наташа Водак                                            | 10.000 м         | 31:41,59 НР  |                     |               |                       |                       | 31:55,47                                 | 16 / 31 (33) | Архивирано на веб-сајту (29. јул 2018)   |
| Рејчел Клиф                                             | 10.000 м         | 32:07,94     | 32:00,03 ЛР         | 20 / 31 (33)  |                       |                       |                                          |              | Архивирано на веб-сајту (29. јул 2018)   |
| Тара Корир                                              | Маратон          | 2:35:46      | 2:44:30             | 51 / 78 (92)  |                       |                       |                                          |              |                                          |
| Дајна Пидорески                                         | Маратон          | 2:36:08      | 2:56:15             | 70 / 78 (92)  |                       |                       |                                          |              |                                          |
| Анђела Вајт                                             | 100 м препоне    | 12,63        | 13,23               | 6. у гр. 5    | Није се квалификовала | Није се квалификовала | Није се квалификовала                    | 30 / 39 (40) | Архивирано на веб-сајту (18. април 2018) |
| Филиција Џорџ                                           | 100 м препоне    | 12,65        | 13,01 (.003) КВ     | 3. у гр. 2    | 13,04 (.040)          | 5. у гр. 1            | Није се квалификовала                    | 15 / 39 (40) | Архивирано на веб-сајту (19. април 2018) |
| Саге Вотсон                                             | 400 м препоне    | 54,52        | 55,06 КВ            | 2. у гр. 1    | 55,05 КВ              | 2. у гр. 3            | 54,92                                    | 6 / 39       |                                          |
| Ноел Монткалм                                           | 400 м препоне    | 55,81        | 57,45               | 5. у гр. 2    | Није се квалификовала | Није се квалификовала | Није се квалификовала                    | 33 / 39      | Архивирано на веб-сајту (19. април 2018) |
| Женевјев Лалонд                                         | 3.000 м препреке | 9:30,24      | 9:31,81 кв, ЛРС     | 5. у гр. 2    |                       |                       | 9:29,99 НР, ЛР                           | 13 / 43 (45) |                                          |
| Алисија Батерворт                                       | 3.000 м препреке | 9:41,26      | 9:51,50             | 8. у гр. 1    | Нису се квалификовале | 26 / 43 (45)          |                                          |              |                                          |
| Мари Бернар                                             | 3.000 м препреке | 9:43,63      | 9:59,45             | 11. у гр. 3   | Нису се квалификовале | 32 / 43 (45)          |                                          |              |                                          |
| Карлин Муир Eјана Стиверне Травиа Џонс Наташа Макдоналд | 4 х 400 м        | 3:21,21 НР   | 3:28,47 НРС         | 6. у гр. 1    | Нису се квалификовале | 11 / 13 (16)          | Архивирано на веб-сајту (2. мај 2018)    |              |                                          |
| Alyxandria Treasure                                     | Скок увис        | 1,94         | 1,85                | 12. у гр Б    | Нису се квалификовале | 21 / 31 (34)          |                                          |              |                                          |
| Алиша Њумен                                             | Скок мотком      | 4,71         | 4,55 кв             | 3. у гр А     | 4,65                  | 7 / 24 (31)           |                                          |              |                                          |
| Аничка Њуел                                             | Скок мотком      | 4,65         | 4,50 кв             | 7. у гр Б     | 4,45                  | 12 / 24 (31)          |                                          |              |                                          |
| Келси Ахбе                                              | Скок мотком      | 4,55         | Без пласмана        | Без пласмана  | Није се квалификовала | Није се квалификовала |                                          |              |                                          |
| Кристабел Нети                                          | Скок удаљ        | 6,99 НР      | 6,36                | 8. у гр Б     | Није се квалификовала | 19 / 30               |                                          |              |                                          |
| Британи Кру                                             | Бацање кугле     | 18,58        | 18,01 кв            | 5. у гр А     | 18,21                 | 6 / 30 (31)           |                                          |              |                                          |
| Тарин Сути                                              | Бацање кугле     | 17,88        | 16,47               | 12. у гр Б    | Није се квалификовала | 25 / 30 (31)          |                                          |              |                                          |
| Жилијан Вир                                             | Бацање кладива   | 72,50        | Без пласмана        | Без пласмана  | Није се квалификовала | Није се квалификовала | Архивирано на веб-сајту (16. април 2018) |              |                                          |
| Елизабет Гледл                                          | Бацање копља     | 64,83 НР     | 62,97 кв            | 6. у гр А     | 60,12                 | 12 / 30 (31)          |                                          |              |                                          |

- Атлетичарке означене бројевима су учествовале и у појединачним дисциплина.